# Sollidsgölen, Småland
Sollidsgölen är en sjö i Åtvidabergs kommun i Småland och ingår i Söderköpingsåns huvudavrinningsområde.